# Абдураїмов Берадор Хасанович
Берадор (Еркін) Хасанович Абдураїмов (узб. Birodar Hasanovich Abduraimov; 14 травня 1943, Ташкент, Узбецька РСР, СРСР) — радянський узбецький футболіст, нападник, тренер.
Майстер спорту СРСР. Заслужений тренер Узбецької РСР (1990). Нагороджений медаллю «Шухрат», у 2003 році йому присвоєно Почесне звання Республіки Узбекистан «Узбекістон Іфтіхорі» (укр. "Гордість Узбекистану"). Один з найкращих футболістів Узбекистану XX століття. Найкращий бомбардир Вищої ліги чемпіонату СРСР (1968) і першої ліги (1972). Член клубу імені Григорія Федотова. Автор рекорду за кількістю виступів за команду «Пахтакор» — 358 матчів. Як старший тренер збірної національної команди Узбекистану в 1994 році був чемпіоном Азійських ігор. В історії узбецького футболу він став першим, хто переступив рубіж у 200 голів забитих в усіх офіційних матчах чемпіонатів країни та міжнародних матчах. Через це його ім'ям названо «Клуб узбецьких бомбардирів Берадора Абдураїмова».
Засновник футбольної династії Абдураїмових в Узбекистані: в 90-х рр. за різні клуби Азії грали три його сина з п'ятьох — Азамат, Джасур і Баходир.

## Біографія

### Ігрова кар'єра
Народився 14 травня 1943 року у Ташкенті. Розпочав займатись футболом у 1959 році, в 16 річному віці, в складі збірної юнацької команди Узбекистану. З 17 річного віку почав виступати в команді майстрів вищої ліги «Пахтакор». У 18 років, він у складі юнацької збірної команди СРСР забив перший історичний гол у ворота юнацької збірної Румунії, так як у той час збірна союзу вперше почала виступати на змаганнях такого рангу.
Після закінчення футбольної школи в 1960 році Абдураїмов був прийнятий в «Пахтакор». Це був рік, коли команда дебютувала у вищій лізі, але Берадор розпочав сезон в дублюючому складі. Згодом швидкісний гравець був помічений тодішнім тренером «Пахтакора» Олександром Келлером, і із середини сезону Абдураїмов почав вводитись в основний склад. У 17-річному віці Абдураїмов відкрив лік своїм голам у вищому дивізіоні в середньоазійському дербі в матчі з алмаатинським «Кайратом», що в такому ранньому віці вдалося крім нього серед усіх членів клубу імені Григорія Федотова лише Едуарду Стрельцову. Крім них в 17 років на найвищому рівні не змогли забити навіть найзнаменитіші форварди радянського періоду. Проте бомбардирські здібності Абдураїмова виявилися не відразу, на початках він грав на краю, зрідка результативно бив по воротах лівою ногою, але бомбардиром не був.
У 19 років, коли «Пахтакор» зайняв 6 місце в чемпіонаті союзу, йому було присвоєно звання Майстра спорту СРСР. В 1964 році грав за столичний «Спартак», проте в команді не затримався і повернувся в «Пахтакор».
До початку 1968 роки за сім сезонів він мав на своєму рахунку 38 голів, і раптом за сезон забив 22 голи у 35-ти матчах, ставши найкращим бомбардиром СРСР (хоча чесність цього досягнення деякими дослідниками ставиться під сумнів). Після свого успіху вже в лютому 1969 року Абдураїмов був запрошений до збірної, яка під керівництвом старшого тренера Гаврила Качаліна готувалася до турне по Південній Америці. У тренувальних іграх Абдураїмов знайшов спільну мову з усіма партнерами і часто забивав. У першому ж матчі з чилійською командою «Коло-Коло» Берадор зробив «хет-трик», а матч був виграний збірною СРСР з рахунком 5:4. У цій поїздці Абдураїмову не вдалося зіграти лише в єдиному офіційному матчі зі збірною Колумбії, а надалі як не дивно, його в збірну більше не залучали, хоча його гра у цей сезон за ЦСКА, куди перейшов футболіст, була досить хорошою. На рівні Олімпійської збірної СРСР Берадор також провів 7 товариських матчів і забив три голи.
1970 року Абдураїмов утретє та востаннє повертається в «Пахтакор» і отримав за свої рекордні 34 голи в першій лізі приз кращого бомбардира сезону 1972 року, які допомогли клубу лише після одного сезону повернутись в еліту.
В 32 роки, коли Абдураїмов ще був у чудовій спортивній формі, футбольні чиновники настійно йому пропонували припинити діяльність у великому футболі. В ті часи існувала думка, що якщо гравцеві за тридцять, то пора його «списувати». Таким чином, в ті роки дуже рано розпрощалися з футболом Анатолій Бишовець, Валерій Лобановський і багато інших зірок радянського футболу. До цього часу в команди «Пахтакор» з'явилися вже нові зірки такі як: Володимир Федоров, Михайло Ан, Алім Аширов, Васіліс Хадзіпанагіс і багато інших, тому Абдураїмов поступився своїм місцем цим молодим гравцям і догравав у нижчоліговому клубу «Янгієр».
Загалом з ташкентським клубом він провів 15 років (з них 13 у вищій лізі), провів 302 зіграних матчі на вищому рівні, багато років обирався капітаном, був лідером «Пахтакора». Загалом же за кар'єру Берадор забив у вищому дивізіоні 105 голів, увійшовши до клубу імені Григорія Федотова, а також входив до списку 100 кращих бомбардирів і 100 ветеранів радянського футболу (341 матчі у вищій лізі).

### Тренерська кар'єра
З 1977 року Абдураїмов почав працювати як тренер і керівник дитячої футбольної школи «Пахтакор». Два роки по тому він перейшов у дорослий футбол, очоливши «Шахриханець», після якого була команда «Динамо» (Самарканд) і перемога в зоні другої ліги СРСР.
У 1979 році відбулася авіакатастрофа, в якій загинув весь основний склад «Пахтакора». Всі хлопці з цього складу проходили становлення на очах Берадора, крім того Берадор власноруч передавав капітанську пов'язку своєму другові і партнеру по команді Володимирові Федорову, який також загинув у катастрофі.
Після цього Берадор тривалий час не знімав із себе чорну сорочку і на мітингу пам'яті «пахтакорівцев» обіцяв що буде допомагати родинам і дітям загиблих футболістів і колись збере нову команду де гратимуть діти загиблих футболістів.
У 1984 році Берадор Хасанович очолив ту саму пахтакорівську школу, звідки за п'ять років до цього пішов пробувати себе у великому футболі. Рік по тому юнацька команда клубу зайняла третє місце в чемпіонаті СРСР, повторивши результат дев'ятнадцятирічної давності. І це були два випадки, коли юнацькі команди «Пахтакора» отримували медалі на всесоюзних турнірах. У 1987 році Абдураїмов був призначений головним тренером вже головної команди «Пахтакор», яка за рік до цього ледь не вилетіла до другої ліги. При ньому команда омолодила склад і підготувала основу майбутнього «Пахтакора». На наступний рік «Пахтакор» протягом всього сезону показував добротну гру, і тільки на останній дистанції програвши дві гри на виїзді «Ротору» і СКА (Ростов) був змушений переміститися з другого місця на п'ятдесят п'яте, віддавши путівки до вищої ліги «Ротору» і «Паміру». Саме ці дві гри в підсумку породили чимало чуток про чесність суддівства і футбольних чиновників союзу того часу. Надалі тривалі такого роду «підкилимні ігри» не дали можливість здійснити всі плани Абдураїмова, і після цього, він, як і за десять років до цього був змушений виїхати в Андижанську область, але цього разу в «Спартак» (Андижан), з яким встиг пропрацювати всього півроку.
Влітку 1989 року, після відставки головного тренера Віктора Носова, Абдураїмова, знову повертають в Ташкент і призначають начальником команди «Пахтакор». На цій посаді він пропрацював до кінця 1990 року, саме в цьому році «Пахтакор» повернувся у вищу лігу. За ці досягнення Берадору Абдураїмову присвоєно Почесне звання «Заслужений тренер Узбекистану». А в 1991 році здійснилася обіцянка Абдураїмова, він став головним тренером ташкентської команди «Уміда» (укр. Надія). У цю команду він тут же запросив синів загиблих футболістів «Пахтакора-79» Аширова, Баканова, Ана, Корченова та інших. З цією командою він зайняв друге місце в зоні другої ліги чемпіонату колишнього союзу і домігся права грати в буферній зоні, але після цього чемпіонат СРСР припинив своє існування і Абдураїмов був змушений перейти в команду майстрів «Новбахор». У 1992 році з цією командою він виграв історичний перший Кубок Узбекистану.
У 1993 році Абдураїмов повернувся в Ташкент, де став головним тренером МХСК (ЦСКА), а в 1994 році його переводять на посаду старшого тренера національної збірної Узбекистану. І разом з головним тренером Рустамом Акрамовим почав готувати збірну до матчів. Перед Азійськими іграми в Ташкенті напередодні дня незалежності Узбекистану вперше був проведений малий чемпіонат «Кубок Незалежності», де крім узбекистанських команд були представники європейського футболу «НАК Бреда» і «Вітессе» і збірна Узбекистану під керівництвом Акрамова та Абдураїмова стала володарями цього кубка. А трохи пізніше, восени під їх керівництвом збірна Узбекистану виграла всі матчі і стала чемпіоном Азійських ігор, обфйшовши таких фаворитів як збірна Кореї (під керівництвом Анатолія Бишовця), Кувейту (який до останнього моменту готував Валерій Лобановський) або Японії (яку очолював відомий бразильський фахівець Фалькао). Після цього у Абдураїмова з'явилася перша урядова нагорода — медаль «Шухрат».
З 1995 року Абдураїмов знову очолював «Новбахор», після чого працював з «Зарафшаном» (Навої) та «Сурханом». Згодом був обраний членом тренерської ради при Федерації футболу Узбекистану. У 2002 році, працюючи з командою другої ліги «Узбекистан» (Ташкентська область), він за короткий термін вивів її в першу лігу. Надалі команда була знята з участі в змаганнях першій лізі (керівництво клубу не потягнуло тягаря фінансових витрат), а Берадор Абдураїмов став головним тренером іменитого футбольного клубу «Самарканд-Динамо».
У 2004 році працював тренером консультантом з казахським клубом «Ясси-Сайрам».

## Особисте життя
Абдураїмов має шістьох синів і доньку. З них четверо синів Азамат, Жасур, Бахадир і Батир вибрали професію батька, а Елер і Фарух після закінчення інституту зайнялися бізнесом. Крім того, у нього четверо онуків.

## Досягнення
- Найкращий бомбардир чемпіонату СРСР: 1968 (22 м'ячі)[8]
- Найкращий бомбардир першої ліги СРСР: 1972 (34 м'ячі)
- Член клубу Григорія Федотова: 106 м'ячів
- Рекордсмен «Пахтакор» за кількістю виступів за команду: 358 матчів
- Чемпіон Азійських ігор: 1994 (як тренер)
- Його ім'ям названо клуб узбекистанських бомбардирів — Клуб Берадора Абдураїмова
- Чемпіон Узбекистану з вільної боротьби серед юнаків
- Обраний в список 33-х кращих футболістів СРСР : № 2 (1968)

## Нагороди
- Нагороджений медаллю «Шухрат»[9]
- Лауреат Почесного звання Республіки Узбекистан «УзбекІстон Іфтіхорі»: 2003